# Seismic
Seismic é o sétimo álbum de estúdio da banda Dogwood, lançado a 28 de Janeiro de 2003.
| Críticas profissionais                                                      | Críticas profissionais |
| Avaliações da crítica                                                       | Avaliações da crítica  |
| Fonte                                                                       | Avaliação              |
| --------------------------------------------------------------------------- | ---------------------- |
| allmusic                                                                    | [ 1 ]                  |
| Jesus Freak Hideout                                                         | [ 2 ]                  |
| Esta tabela precisa de ser acompanhada por texto em prosa. Consulte o guia. |                        |

## Faixas
1. "Seismic" - 3:11
2. "Selfish Americans" - 2:07
3. "Conscience in a Cave" - 3:15
4. "Sunsets Are but Once a Day" - 2:08
5. "Absolution" - 2:20
6. "Home Is Here" - 3:19
7. "Your Tongue Is the Deadliest of Arrows" - 3:11
8. "Trailer Full of Tragedies" - 3:28
9. "Faith" - 3:10
10. "What Matters" - 2:40
11. "Last of the Lost" - 3:35
12. "Crushing" - 0:46